# Joe Locke

Joe Locke

Joseph Paul Locke (* 18. März 1959 in Palo Alto, Kalifornien, USA) ist ein US-amerikanischer Jazz-Vibraphonist und Komponist.

## Werdegang
Nach zunächst selbst erlernter Improvisationstechnik studierte Locke klassische Percussion und Komposition an der renommierten Eastman School of Music unter John Beck, Gordon Stout, Ted Moore und David Mancini. Seither erhielt Locke große Anerkennung durch die internationale Presse und die Musikindustrie sowohl als Solist, als auch als Bandleader und Produzent.

## Wirken
Als Jazzmusiker konnte Joe Locke bereits vor Abschluss der Highschool mit Musikern wie Dizzy Gillespie, Pepper Adams und Mongo Santamaría zusammenarbeiten. Seit seinem Umzug nach New York City 1981 arbeitete er erfolgreich zusammen mit unter anderen Grover Washington Jr., Kenny Barron, Dianne Reeves, Eddie Daniels, Jerry Gonzalez’ Fort Apache Band, Rod Stewart, The Beastie Boys, Eddie Henderson, Hiram Bullock, Bob Berg, Ron Carter, Jimmy Scott, Geoffrey Keezer, der Mingus Big Band und Randy Brecker. 2011 wirkte er bei Ryan Truesdells Centennial – Newly Discovered Works of Gil Evans mit, um 2015 bei Jim Rotondis Album  Dark Blue und Eddie Palmieris Sabiduría (2017).
Sein Album Rev.elation – ein Tribut an den Vibraphonisten Milt Jackson – erreichte 2005/2006 als erstes Album eine rekordbrechende achtwöchige Nummer-1-Platzierung in den US-Jazz-Week-Charts.
Mehr als dreißig Alben hat Locke laut AAJ als Leader herausgebracht sowie auf rund 120 Alben als Gastmusiker mitgewirkt. Er bekam dreimal (2006, 2008 und 2009) den Jazz Journalists Association Award als „Mallet Player of the Year“ (Vibraphon).

## Solo-Diskografie (Auszug)

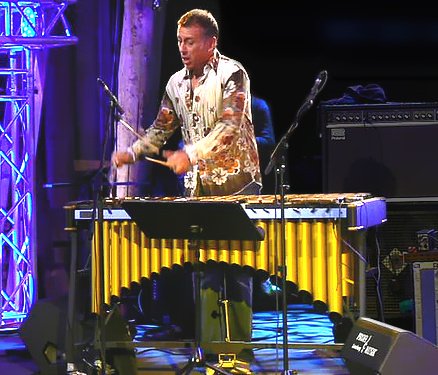
Joe Locke bei Jazz Baltica 2007

- 2023 – Makram Circle 9), mit Jim Ridl, Lorin Cohen, Samvel Sarkisyan
- 2015 – Love Is A Pendulum (Motéma Music)
- 2013 – The Joe Locke Quartet with Lincoln's Symphony Orchestra: Wish Upon A Star (Motéma Music)
- 2013 – Lay Down My Heart (Blues & Ballads, Volume 1) – mit David Finck, Ryan Cohan, Jaimeo Brown
- 2012 – Signing – mit Geoffrey Keezer, Terreon Gully, Mike Pope
- 2011 – VIA – mit Geoffrey Keezer, Tim Garland (Origin)
- 2010 – For The Love Of You – mit Geoffrey Keezer, George Mraz, Clarence Penn und Kenny Washington (E1 Music)
- 2009 – Mutual Admiration Society 2 – mit David Hazeltine (Sharp Nine)
- 2008 – Force of Four – (Origin)
- 2008 – Verrazano Moon – Joe Locke & Frank Kimbrough (OmniTone)
- 2007 – Sticks and Strings – The Joe Locke Quartet (MusicEyes)
- 2006 – Live in Seattle – Joe Locke / Geoffrey Keezer Group (Origin)
- 2006 – Fallen Angel – mit Bob Sneider (Sons of Sound)
- 2005 – Van Gogh by Numbers – mit Christos Rafalides (Wire Walker)
- 2005 – Rev.elation – A Milt Jackson Tribute (Sharp Nine Records)
- 2005 – Summertime – mit Geoff Keezer (Eighty Eight’s / Sony Music)
- 2004 – Summer Knows – mit Geoff Keezer (Eighty Eight’s / Sony Music)
- 2004 – Dear Life – Joe Locke & 4 Walls Of Freedom (Sirocco Jazz)
- 2003 – 4 Walls Of Freedom (Sirocco Music)
- 2002 – State Of Soul – (Sirocco Music)
- 2001 – Storytelling – (Sirocco Music)
- 2001 – The Willow – mit Frank Kimbrough (OmniTone)
- 2001 – Beauty Burning – (Sirocco Music)
- 1999 – Mutual Admiration Society – mit David Hazeltine Quartet (SharpNine)
- 1999 – Saturn's Child – mit Frank Kimbrough (OmniTone)
- 1999 – Slander and other Love Songs – (Milestone)
- 1998 – Sound Tracks – (Milestone)
- 1996 – Inner Space – (Steeplechase)
- 1995 – Wirewalker – (Steeplechase)
- 1995 – Moment To Moment – (Milestone)
- 1995 – But Beautiful – (Steeplechase)
- 1994 – Wirewalker – mit Kenny Barron (Steeplechase)
- 1994 – Longing – (Steeplechase)
- 1989 – Present Tense – mit Kenny Barron (Milestone)

## Belege
1. ↑  Porträt von Joe Locke auf AAJ, abgerufen am 12. Juni 2015

| Personendaten    | Personendaten                                     |
| ---------------- | ------------------------------------------------- |
| NAME             | Locke, Joe                                        |
| ALTERNATIVNAMEN  | Locke, Joseph Paul                                |
| KURZBESCHREIBUNG | US-amerikanischer Jazz-Vibraphonist und Komponist |
| GEBURTSDATUM     | 18. März 1959                                     |
| GEBURTSORT       | Palo Alto, Kalifornien, USA                       |